# Stegotes
Stegotes är ett släkte av skalbaggar. Stegotes ingår i familjen vivlar.

## Dottertaxa tillStegotes, i alfabetisk ordning[1]
- Stegotes adjutor
- Stegotes adustus
- Stegotes aerumnosus
- Stegotes aethiops
- Stegotes agrestis
- Stegotes albosetosa
- Stegotes anthracinus
- Stegotes aptus
- Stegotes ater
- Stegotes atromicans
- Stegotes aztecus
- Stegotes batesi
- Stegotes bicoloratus
- Stegotes bidentatus
- Stegotes brevirostris
- Stegotes brevis
- Stegotes brunneicollis
- Stegotes calamitosus
- Stegotes camelodeformis
- Stegotes campanulatus
- Stegotes carbo
- Stegotes castaneus
- Stegotes collucens
- Stegotes colluscens
- Stegotes conjunctus
- Stegotes consentaneus
- Stegotes convexus
- Stegotes coronatus
- Stegotes corumbanus
- Stegotes coruscans
- Stegotes corvinus
- Stegotes crassulus
- Stegotes cupratus
- Stegotes debilis
- Stegotes decens
- Stegotes decorus
- Stegotes decretus
- Stegotes denticollis
- Stegotes denticulatus
- Stegotes dichrous
- Stegotes divergens
- Stegotes divisus
- Stegotes erythroderes
- Stegotes eximius
- Stegotes falcatus
- Stegotes fatuus
- Stegotes felschei
- Stegotes flavicornis
- Stegotes fractipes
- Stegotes fulvicornis
- Stegotes gibbicollis
- Stegotes gibbosus
- Stegotes globus
- Stegotes gracilirostris
- Stegotes grandicollis
- Stegotes gravidulus
- Stegotes guyanensis
- Stegotes hebes
- Stegotes heterocolor
- Stegotes hirtella
- Stegotes honestus
- Stegotes impressipennis
- Stegotes incultus
- Stegotes ineptus
- Stegotes inops
- Stegotes inscitus
- Stegotes insulsus
- Stegotes interruptus
- Stegotes justus
- Stegotes lacunifer
- Stegotes laetabilis
- Stegotes libertus
- Stegotes liratus
- Stegotes lugubris
- Stegotes luteicollis
- Stegotes mexicanus
- Stegotes morio
- Stegotes muricatus
- Stegotes nigriventris
- Stegotes obliquus
- Stegotes obsoletus
- Stegotes occultus
- Stegotes ohausi
- Stegotes pallidicollis
- Stegotes pallidipennis
- Stegotes paranaensis
- Stegotes pectoralis
- Stegotes perplexus
- Stegotes pilipectus
- Stegotes pilipes
- Stegotes pullatus
- Stegotes quadrifoveolatus
- Stegotes rasilis
- Stegotes retusus
- Stegotes rhombicus
- Stegotes ruber
- Stegotes rubricollis
- Stegotes ruficollis
- Stegotes rufipennis
- Stegotes sanguinicollis
- Stegotes satyrus
- Stegotes serratus
- Stegotes severus
- Stegotes similis
- Stegotes spinicollis
- Stegotes spiniger
- Stegotes squamosus
- Stegotes stibicus
- Stegotes subangulatus
- Stegotes subarmatus
- Stegotes subplanicollis
- Stegotes tardigradus
- Stegotes tenuicornis
- Stegotes tenuistriatus
- Stegotes testaceicollis
- Stegotes tetricus
- Stegotes tibialis
- Stegotes tristis
- Stegotes tucumanensis
- Stegotes variegatus
- Stegotes vicinus
- Stegotes vitrarius